# General Catalogue of Trigonometric Stellar Parallaxes
Es denomina General Catalogue of Trigonometric Stellar Parallaxes (abreujat GCTP) a un Catàleg d'estels que recull totes les paral·laxis estel·lars que han estat mesurades. A diferència del Catàleg Gliese, no el restringeix una determinada distància del Sol.
Publicat per primera vegada el 1952, la seva quarta i darera edició data de 1995. Conté 15.994 paral·laxis per 8.112 estels, incloent 1.722 nous estels -que suposen el 27% del total- afegits respecte a l'edició anterior. L'exactitud en les paral·laxis dels estels afegits fa poc (0.004" s.e.) és considerablement millor que la d'edicions anteriors (aproximadament 0.016"). Existeixen aproximadament 2.300 estels que no apareixen recollits al Catàleg Hipparcos.
El catàleg conté coordenades equatorials en el sistema FK4 per 1900, moviment propi total i angle de posició, paral·laxi absoluta mitjana ponderada i la seva error estàndard, nombre d'observacions de paral·laxi, qualitat de "concordança" entre valors diferents, magnitud visual, així com diverses identificacions encreuades amb altres catàlegs. Així mateix, inclou informació auxiliar de fotometria UBV, tipus espectrals MK i dades de variabilitat i duplicitat.

## Nomenclatura
Les entrades al catàleg apareixen amb el format PLX NNNNA i PLX NNNN.NNA. En la taula següent es reflecteixen els nombres de catàleg GCTP d'alguns coneguts estels.
| Nombre de catàleg GCTP | Nom comú            | Constel·lació | Paral·laxi ponderada(mes) | Distància(anys llum) | Notes                                                     |
| ---------------------- | ------------------- | ------------- | ------------------------- | -------------------- | --------------------------------------------------------- |
| PLX 2890               | Wolf 424            | Verge         | 227,9                     | 14,3                 | Estel binari format per dues nanes vermelles              |
| PLX 4754               | δ Pavonis           | Gall dindi    | 174,9                     | 19,91                | Nana groga o subgigante lleugerament més freda que el Sol |
| PLX 2739               | Zavijava (β Vir)    | Verge         | 95,1                      | 35,6                 | Nana groga més calenta i lluminosa que el Sol             |
| PLX 3754               | Kornephoros (β Her) | Hèrcules      | 22,5                      | 148                  | Estel més brillant en la constel·lació d'Hèrcules         |
| PLX 1428               | BU Geminorum        | Bessons       | 2,4                       | > 1800               | Supergigante vermella i variable irregular                |